# 마이하마역
마이하마역(일본어: 舞浜駅、まいはまえき)(영어: Maihama Station)은 일본 지바현 우라야스시에 있는 철도역이다. 근처에 도쿄 디즈니 리조트가 있다.

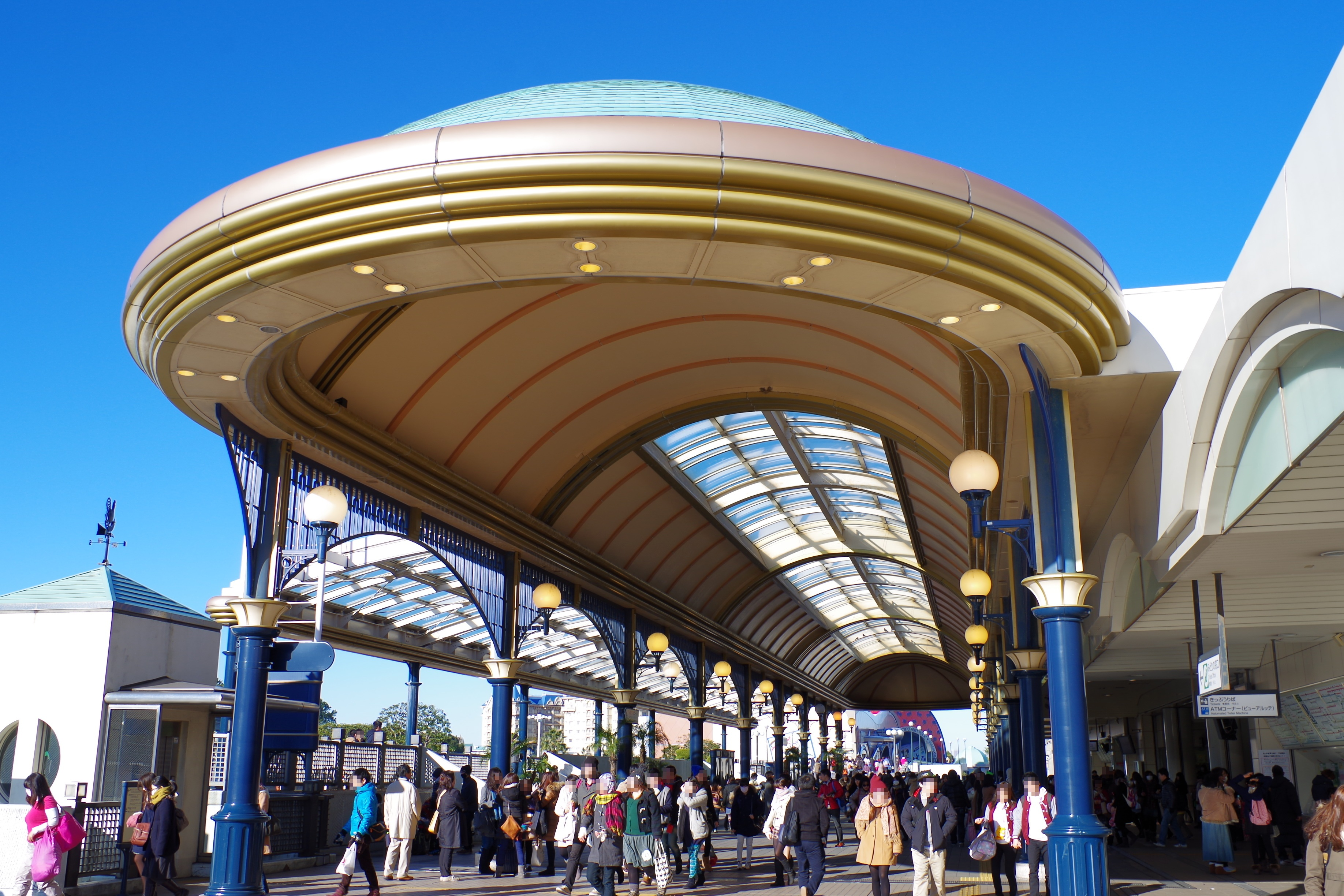
익스피어리 방면에서 본 마이하마역 (2015년 1월)

마이하마라는 이름은 미국 플로리다주에 있는 마이애미 비치에서 유래했다. 비치를 의미하는 한자인 하마(浜)와 마이애미의 마이(舞)를 가져와서 마이하마라고 붙였으며, 마이의 한자는 아테지(当て字)로 특별한 의미가 없는 글자이다.

## 타는 곳
| 1 | 게이요 선   | 가이힌마쿠하리·소가 방면                           |
| 1 | 무사시노 선 | 니시후나바시·신마쓰도·무사시우라와·후추혼마치 방면 |
| 2 | 게이요 선   | 신키바·도쿄 방면                                   |

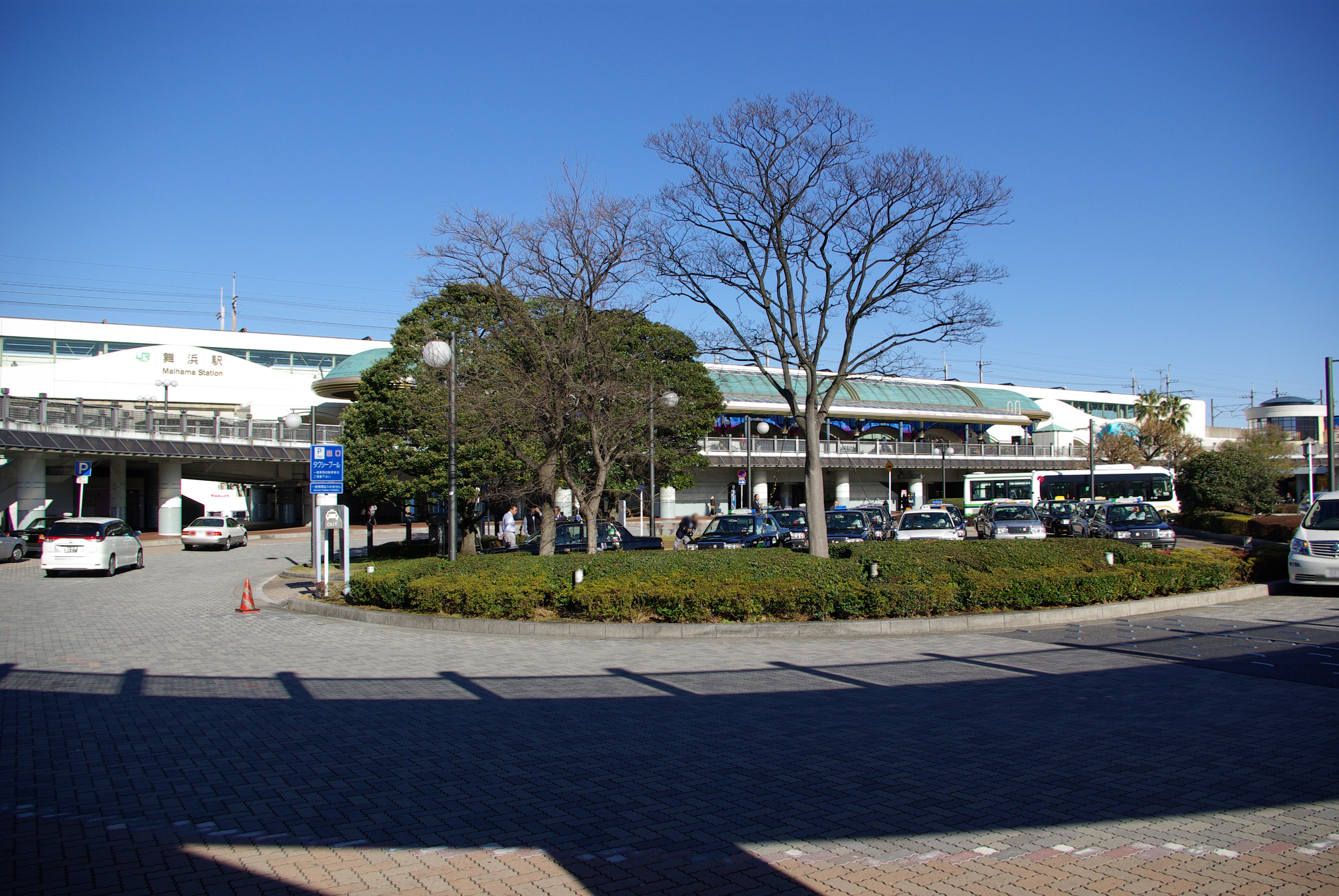
역전 로터리 (2009년 1월)
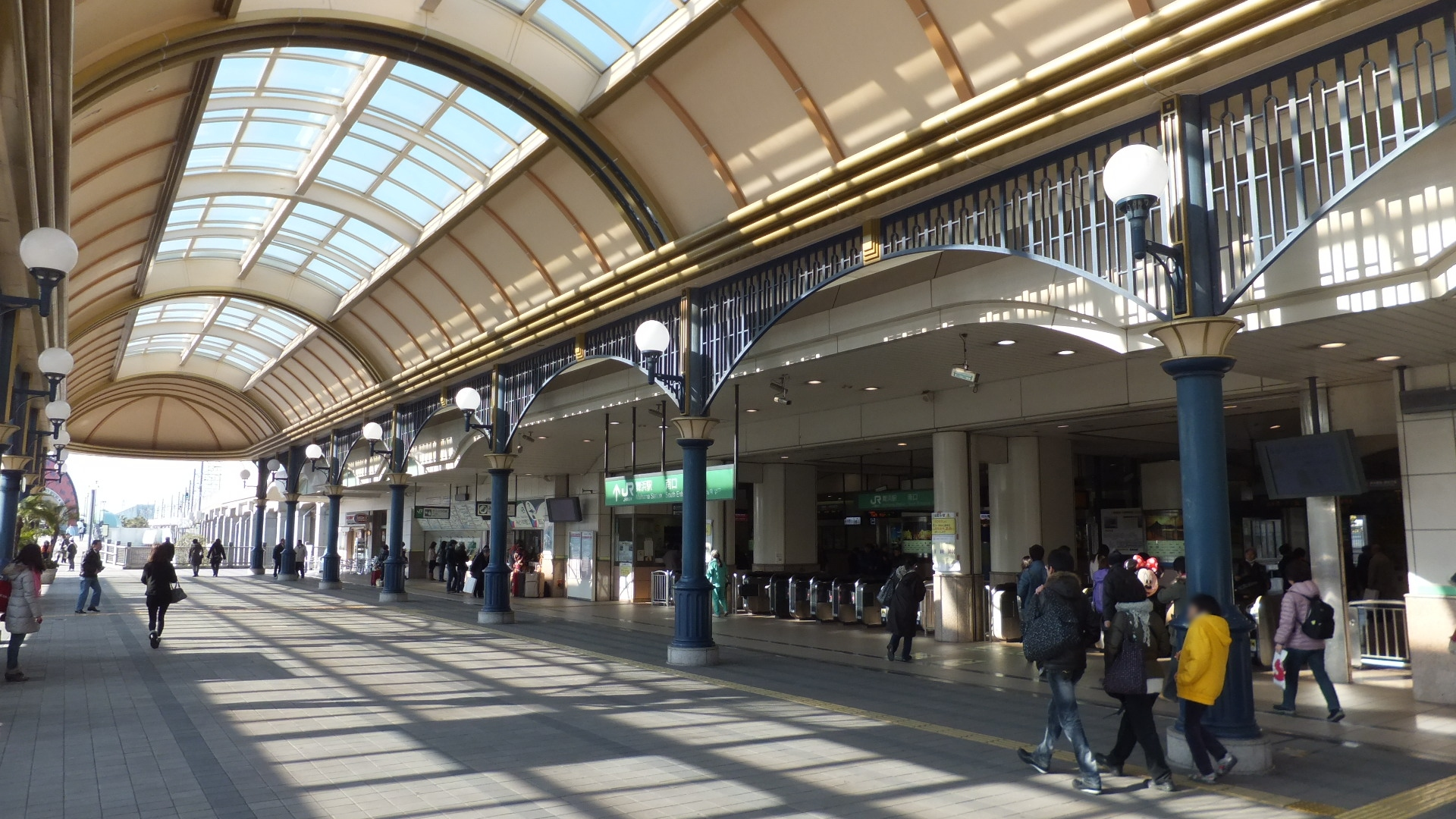
지붕 덮인 남쪽 출입구 (2012년 2월)
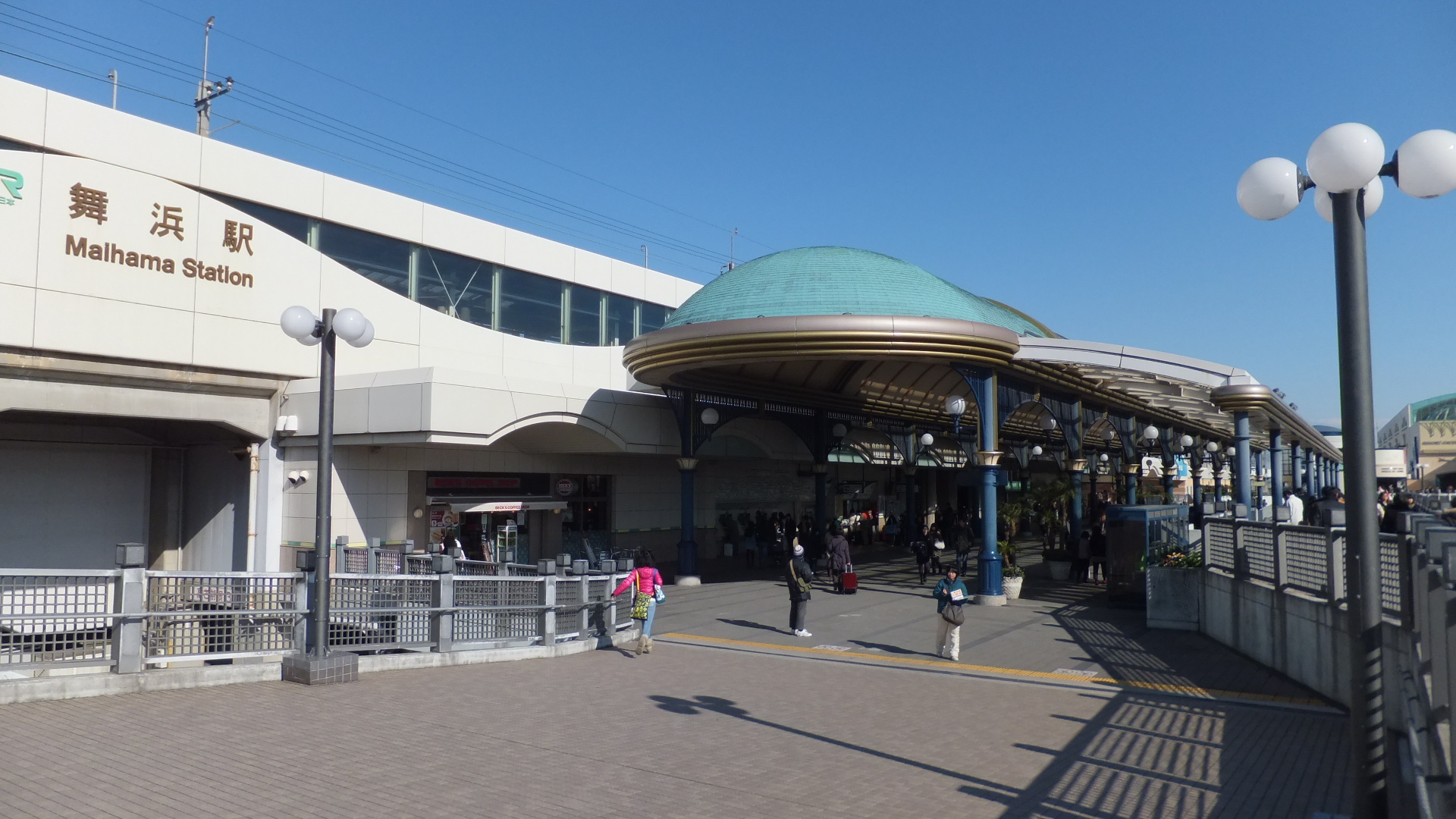
남쪽 출구 2층 (2012년 2월)
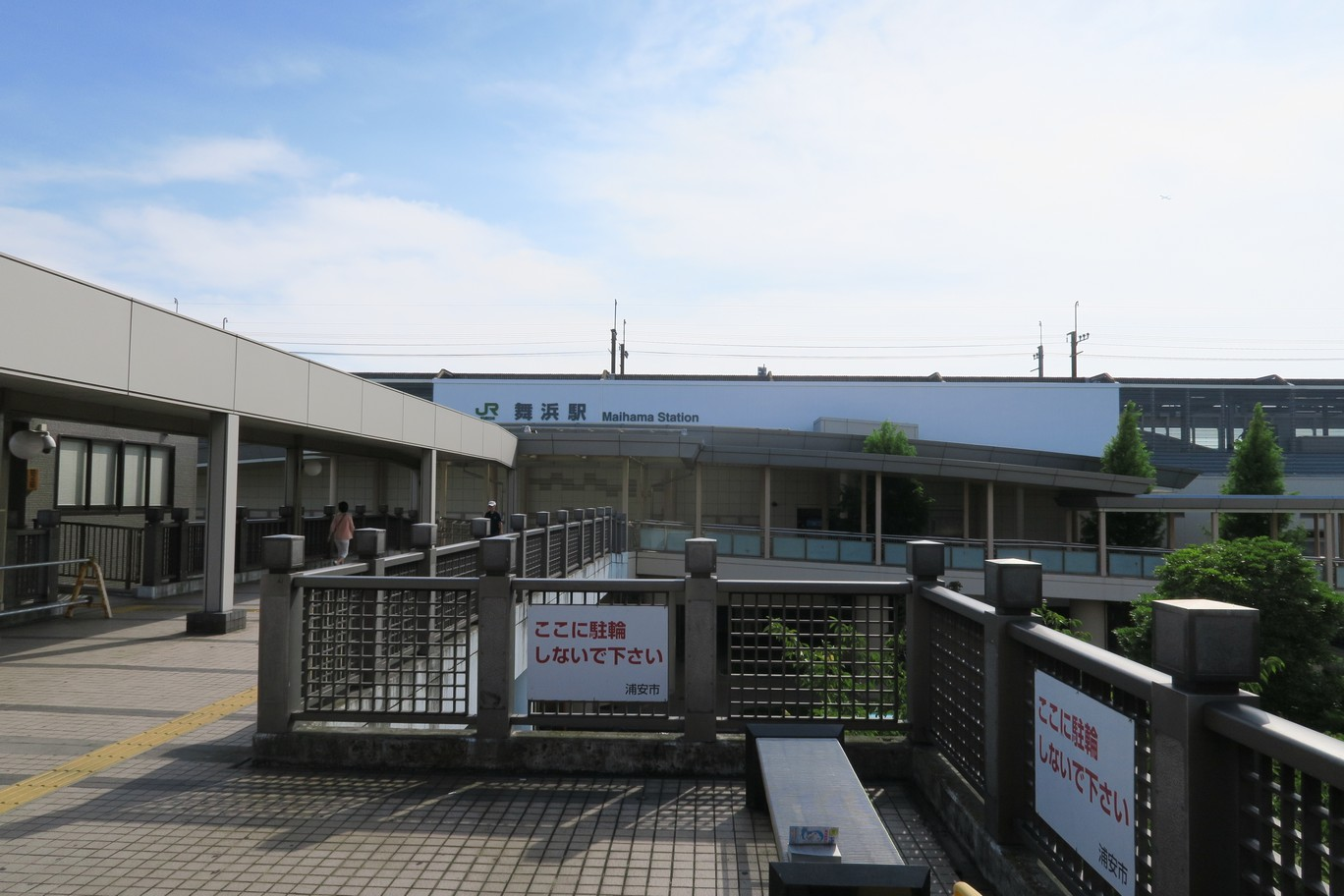
북쪽 출구 (2015년 9월)
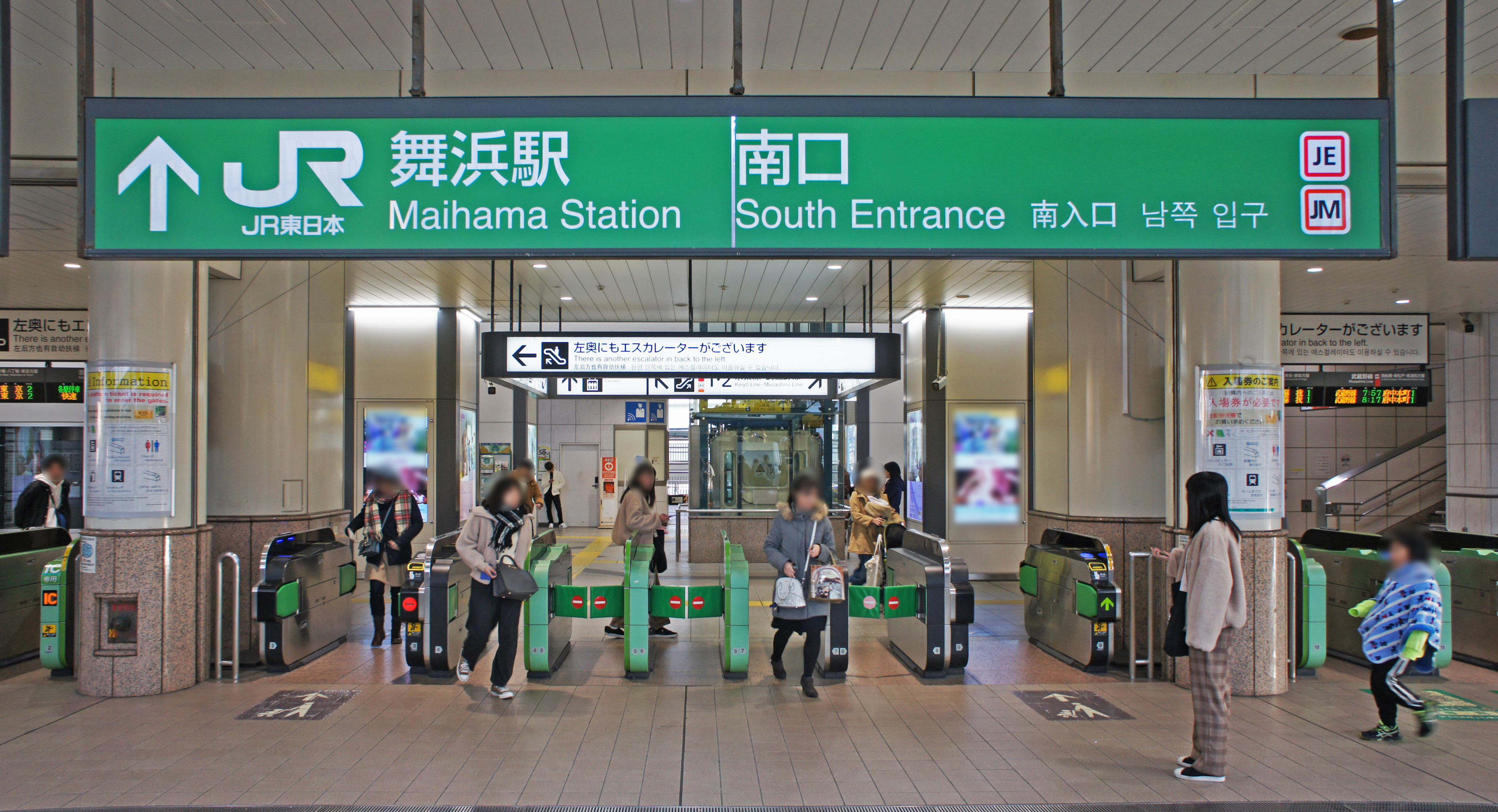
남쪽 출구 개찰구 (2019년 12월)
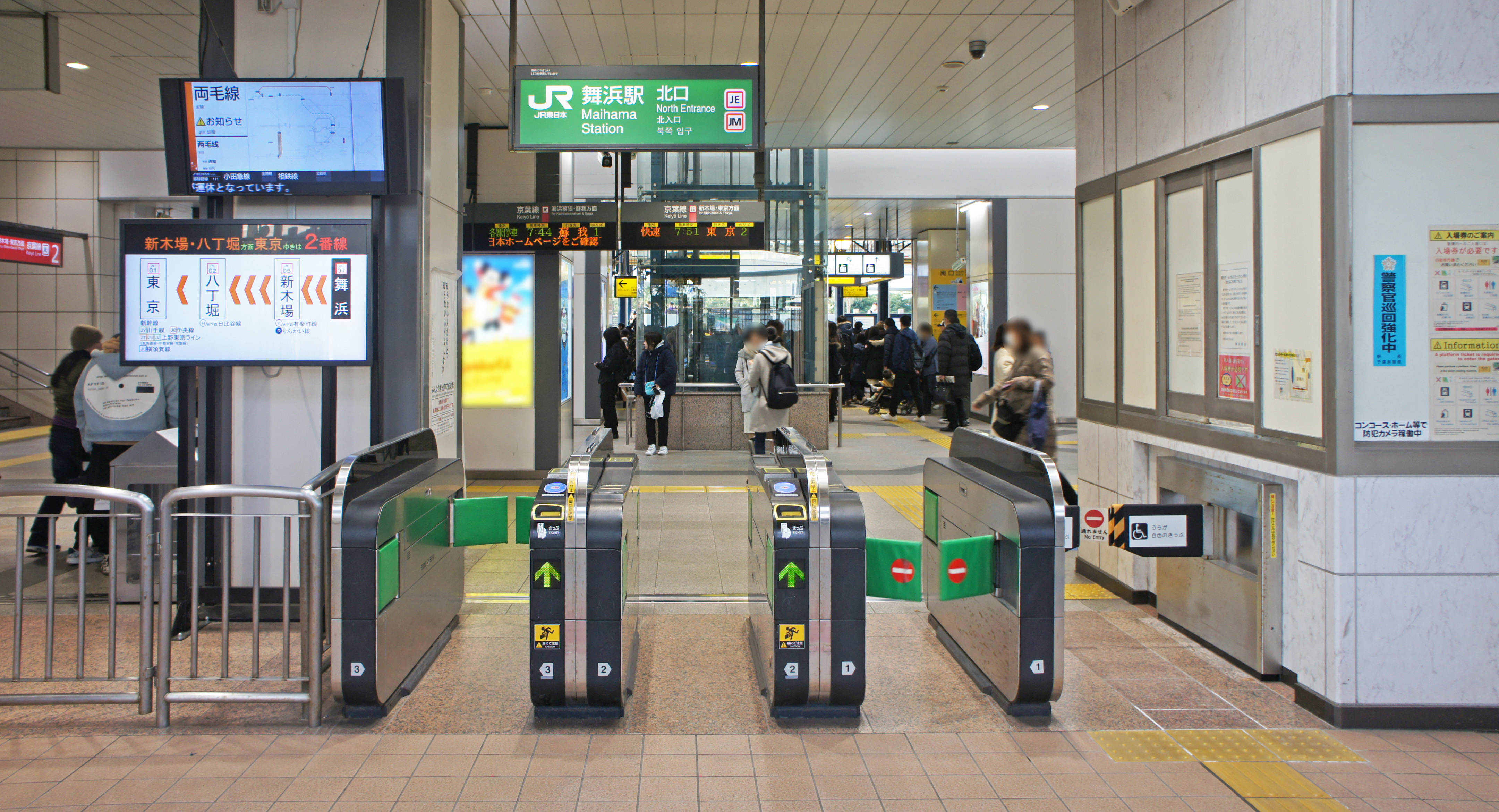
북쪽 출구 개찰구 (2019년 12월)

## 역세권 정보
- 구 에도강
- 도쿄 디즈니 리조트
- 도쿄만
- 리조트 게이트웨이 스테이션 역 (마이하마 리조트 라인 디즈니 리조트 라인: 환승역)

## 역사
- 1988년 12월 1일: 영업 개시.
- 2001년 7월 23일: 북쪽 출입구 신설.

## 사진

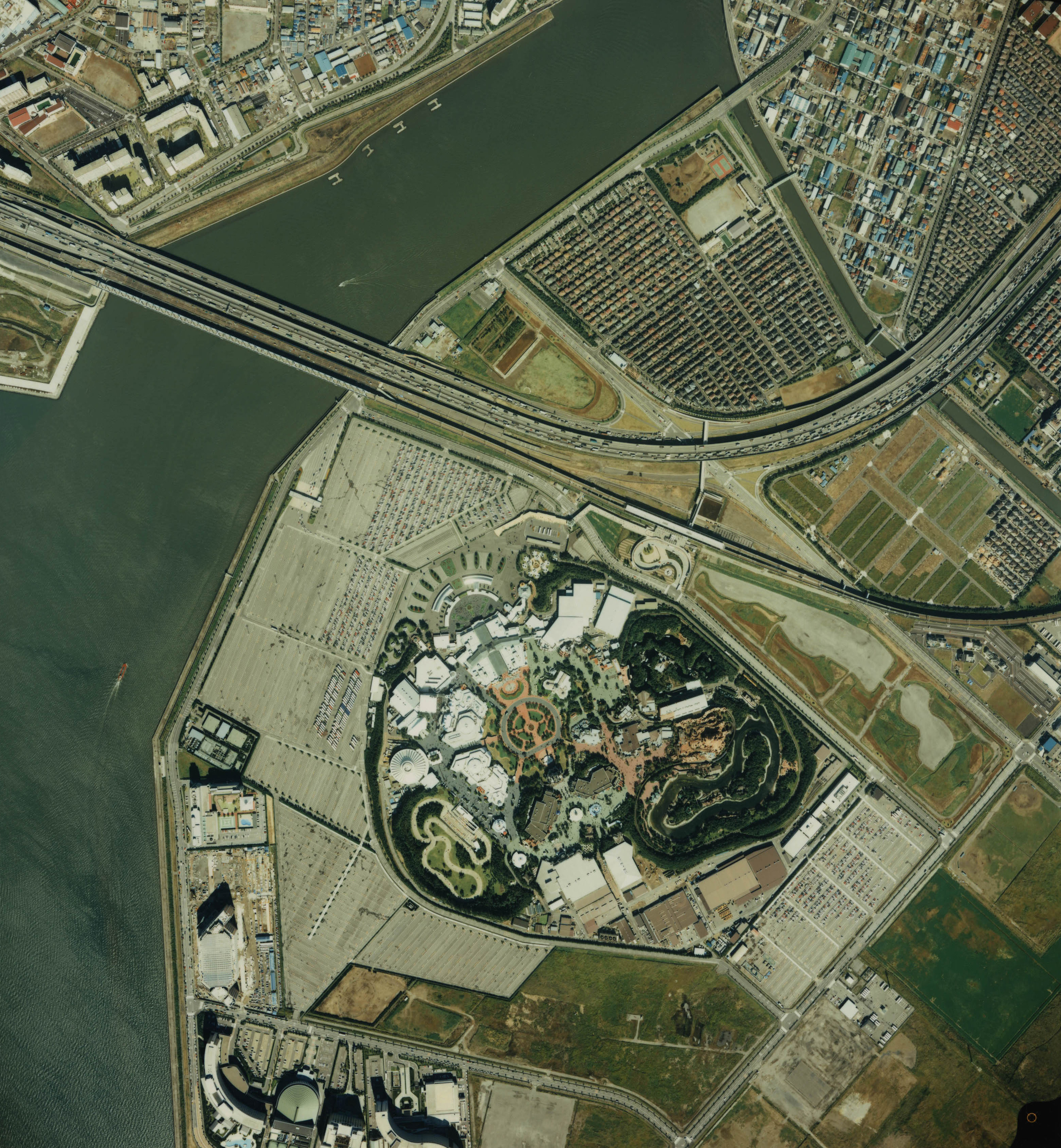
마이하마 역 주변 위성 사진 (1989년 촬영, 일본 국토교통성 제공)

## 인접역
| 동일본 여객철도 ■ 게이요 선 | 동일본 여객철도 ■ 게이요 선 | 동일본 여객철도 ■ 게이요 선 |
| --------------------------- | --------------------------- | --------------------------- |
| 신키바 도쿄 방면            | 쾌속                        | 신우라야스 소가 방면        |
| 가사이 임해공원 도쿄 방면   | 각역정차                    | 신우라야스 소가 방면        |